# トピアリー

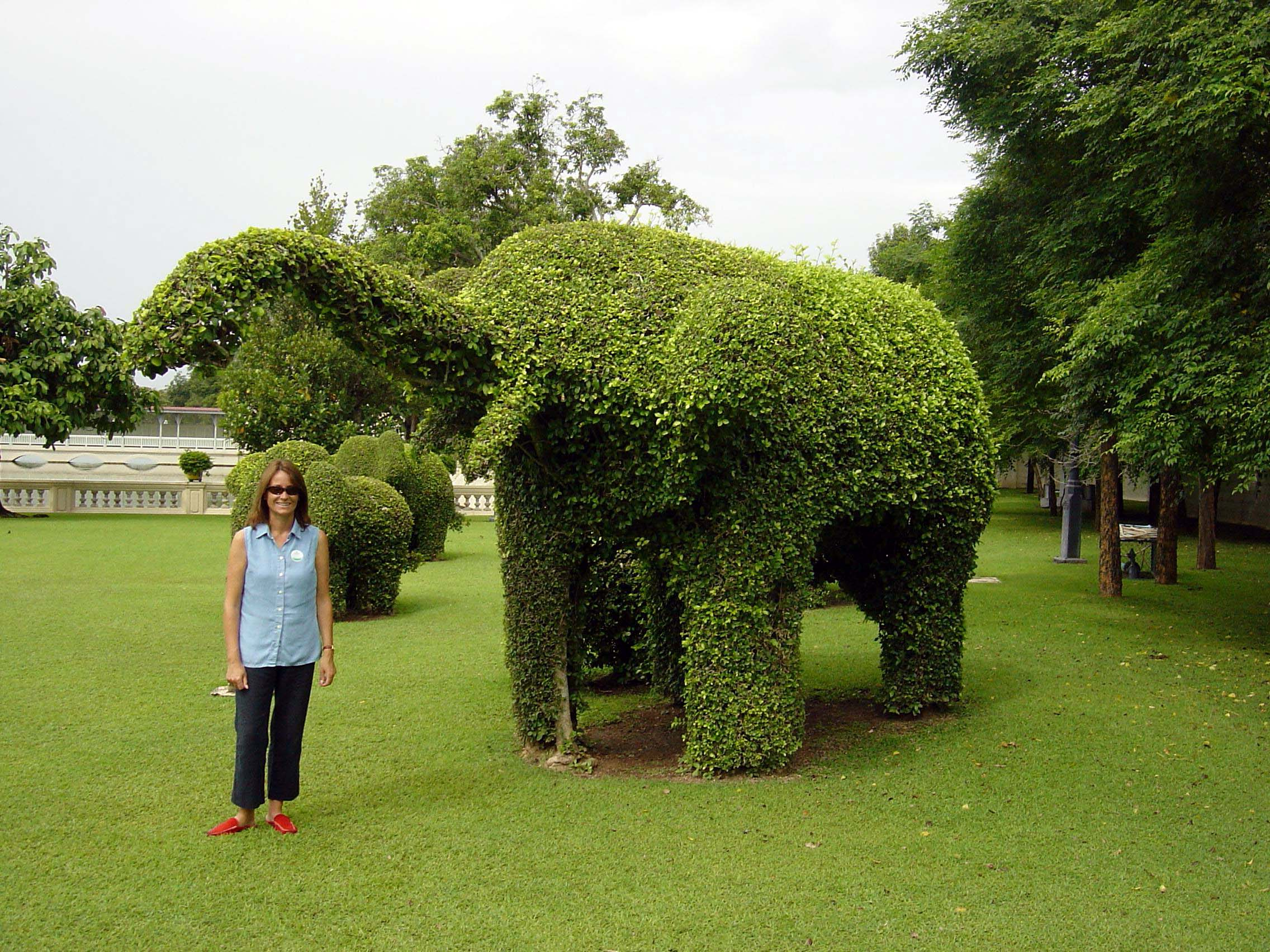
タイのアユタヤにある象形のトピアリー

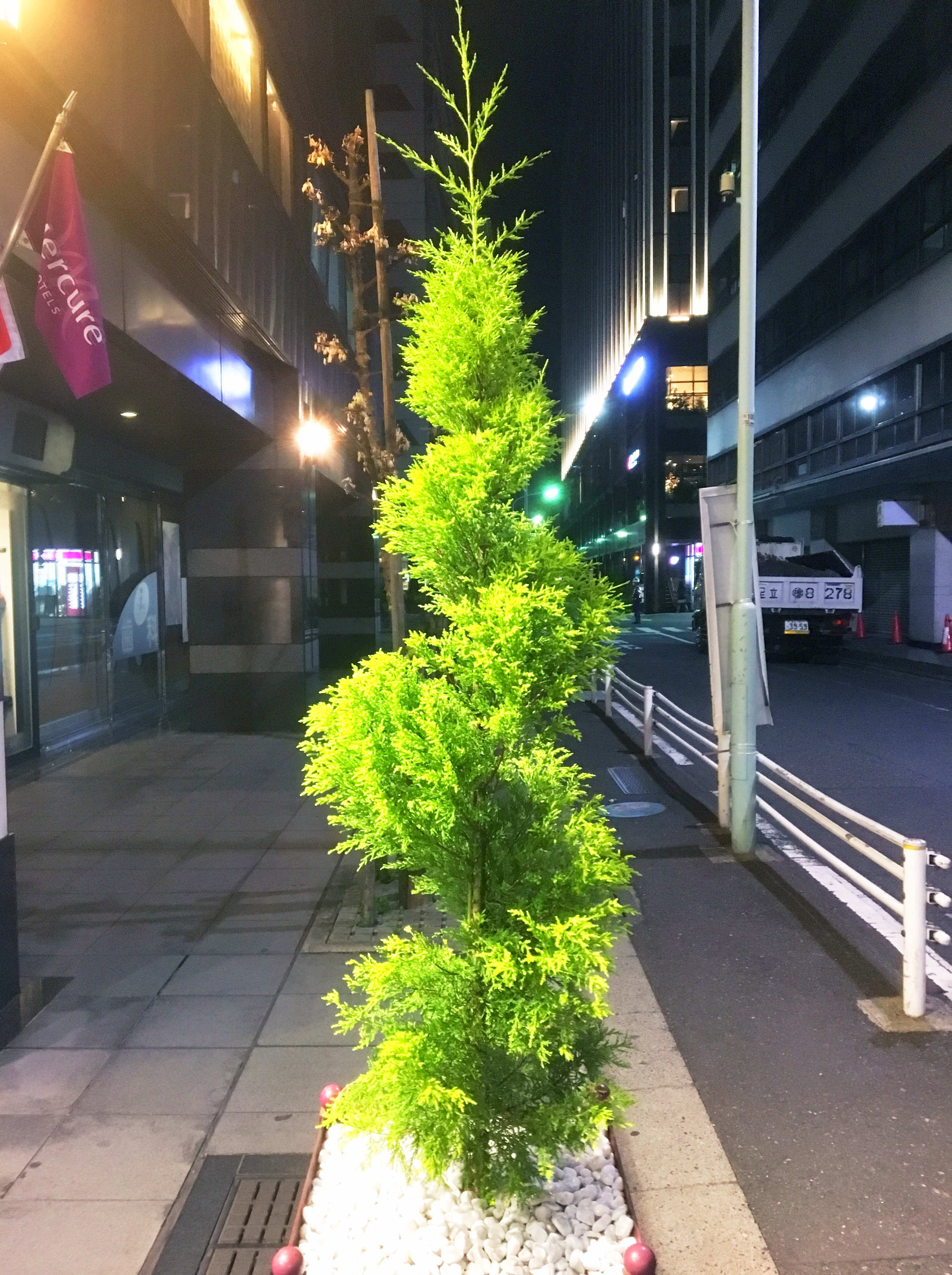
ゴールドクレスト (植物)のトピアリー

トピアリー (topiary) とは、常緑樹や低木を刈り込んで作成される西洋庭園における造形物。鳥や動物をかたどったり、立体的な幾何学模様を造る。庭園技法としては、イギリスの庭園でよくみられる。
針金などの枠型に草花やアイビーなどのつる植物などを這わせて作成されたオブジェを含める場合もある。

## 歴史
ヨーロッパにおけるトピアリーの歴史は、古代ローマ時代までさかのぼり、大プリニウスの『博物誌』の中に記述を見ることができる。奴隷の庭師が、生垣に主人と自分のイニシャルを刈り込んだのが最初といわれている。トピアリーの語源は前述の奴隷の庭師への呼称だとする説がある他、庭師を意味する「トピアリウス」（topiarius）から転じたとする説もあるが、定かではない。
トピアリーの技法が普及したのは16世紀以降のヨーロッパと考えられている。円錐や球体の幾何学的な形に樹木を刈り込んだトピアリーが王宮や貴族の館で流行した。
15世紀から17世紀のイギリス式庭園では緑の重要な造形としてトピアリーは不可欠となっており、トピアリーは庭師の代名詞ともなった。しかし、トピアリーのような整形式庭園を非難し、あるがままの自然を賛美する詩人アレキサンダー・ポープがガーディアン紙（en:The Guardian (1713)）に寄稿した随筆にみられるようトピアリーへの批判も起こり、18世紀初頭には自然風景を庭園風景に取り入れるようになっていった。
19世紀なると、建築と一体化した庭園技法として再評価が行われ、今日に至っている。